# Prolactinoma
Un prolactinoma és un adenoma (un tumor benigne) de la hipòfisi que produeix l'hormona prolactina. És el tipus més comú de tumor hipofisiari en funcionament. Els símptomes del prolactinoma es deuen a nivells anormalment alts de prolactina a la sang (hiperprolactinèmia) o a la pressió del tumor sobre els teixits cerebrals de l'entorn i/o els nervis òptics. Segons la seva mida, un prolactinoma es pot classificar com a microprolactinoma (<10 mm de diàmetre) o un macroprolactinoma (>10 mm de diàmetre).

## Signes i símptomes
Els símptomes més comuns en el moment del diagnòstic sovint difereixen entre homes i dones. Les dones solen experimentar més símptomes relacionats directament amb els nivells de prolactina, com ara amenorrea i galactorrea. Per contra, els homes sovint presenten problemes de fertilitat i alteracions hormonals, com ara una pèrdua de libido, però també són més propensos a mostrar signes per compressió del teixit cerebral, com ara mals de cap, canvis de visió i altres símptomes.